# Илия Квачков
Илия Желев Квачков (2 август 1866 – 1941) е ветеринарен лекар-стопановед. Роден е в Стара Загора, в същия град умира. Завършва гимназия в Пловдив през 1885 г. и Висшето ветеринарно училище в Лион (Франция) през 1891 г.
След завършване на висшето си образование Квачков заема държавна ветеринарна служба в гражданското ведомство около 10 години (от 1891 г.) в градовете Свищов, Шумен, Плевен, Пазарджик, Стара Загора, Сливен, Пловдив, Хасково и Бургас. От 1901 г. служи в гражданското и военното ведомство около 22 години в градовете Стара Загора, Сливен, Ямбол и Пловдив.
Квачков работи в сферата на селекцията, репродукцията и породообразуването на добитъка в България. Издава и научни трудове в областта на скотовъдството.
Квачков е един от очерталите се ветеринарни лекари – стопановеди от старата генерация с добра теоретическа подготовка, с ясно схващане и здрави принципи по скотовъдния въпрос през времето на неговата неустановеност по отношение развъдната работа и подобрението на добитъка ни (с местни импортирани раси). Той е ярък привърженик на развъдното направление предимно с местни говеда, коне и овце или разплодници, които притежават сродна на тяхната кръв – теза, поддържана от него с несломима упоритост в конференции, комисии, доклади, трудове и др. Квачков едновременно с това е и плодотворен книжовник в областта на скотовъдството.
В периода 1892 – 1925 г. Квачков е редактор на френското списание „Progres vetterinaire. Astaffort“. Редовен член-кореспондент е на Ветеринарното дружество в Об, Франция, както и редовен сътрудник на списанията „Ветеринарна сбирка“, „Известия на Бургаската търговско-индустриална камара“ и други.
Публикува статии по скотовъдство и по-специално по храненето и опазването на домашните животни в списанията.

## Книжовна дейност
Публикации:
- „По преглеждане на добитъка и на месото“ – 1892 г., 30с.;
- „Описание на Искърския рогат добитък“ – Пловдив, 1894, 80с.;
- „По състоянието на нашето скотовъдство и рационалното му подобрение“ – Пловдив, 1903, 117с;
- „Учение за коня“ (ръководство за войската) – София, 1908;
- Охтиката у животните и човека – Пловдив, 1911;
- Contribution a detude du lait caille bulgare de brebis (отпечатък около 3 печатни коли от списанието Revus dhygiene, Paris, v. 56, номер 20).

В списание „Ветеринарна сбирка“:
- „Отглеждането на гъската“ – г.1, кн.1;
- „По износа на нашия добитък и суровите му произведения“ – г.IV, кн.1 – 2;
- „Искърският едър рогат добитък“ – г.IV, кн.4,5 и 6;
- „Няколко думи върху конницата“-г. V, кн.1;
- „Прикуската у конете и последеиците ѝ“ – г.V, кн.9,10,11 и 12;
- „Няколко думи по водата в Шести артилерийски полк“ – г.VI, кн.18;
- „По екстериорната преценка на коня“ – г.VIII, кн.5 и 6;

Публикува статии за скотовъдство и особено в сферата на храненето и опазването на домашните животни в списанията „Народно стопанство“, „Списание на Българското икономическо дружество“, „Ветеринарна сбирка“, „Земеделско скотовъдство“, „Известия на Бургаската търговско-индустриална камара“. Печата статии във вестниците „Свобода“, „Мир“, „Пряпорец“, „Южна България“, „Знаме“.
В сп. „Ветеринарна сбирка“, „Отглеждането на гъската“ – г. l, кн. 1; „По износа на нашия добитък и суровите му произведения“ – г. lV, кн. 1 – 2; „Искърският едър рогат добитък“ – г. lV, кн. 4,5 и 6; „Няколко думи върху конницата“ – г. V, кн. 1;.
П„рикуската у конете и последиците ѝ“ – г. V, кн. 9, 10, 11 и 12; „Няколко думи по водата в Шести артилерийски полк“ – г. Vl, кн. 18; „По екстериората преценка на коня“ – г.Vlll, кн. 5 и 6; „По клането на бременните крави“ – г. Vlll, кн. 7, 8, 9; „Бележки върху закона за санитарно-ветеринарната служба и полиция“ – г. XlX, kn. 8 – 9.
В „Списание на Бъгларското икономическо дружество“: „Характерът на народното ни стопанство“ – г. XXlll, кн.1, 2, 3; „Подобрение на скотовъдството и фуражното ни производство“ – г. XXXIV, кн. 7; „Храната на животните у нас“ – г. XXXVIII, кн. 2.